# Pål Jonson
Pål Henning Jonson (ur. 30 maja 1972 w gminie Arvika) – szwedzki polityk i politolog, działacz Umiarkowanej Partii Koalicyjnej, poseł do Riksdagu, minister obrony (od 2022).

## Życiorys
W 1991 ukończył szkołę średnią w Lycksele, a w 1998 studia z polityki międzynarodowej na Uniwersytecie Georgetown. W 1999 uzyskał magisterium z polityki europejskiej w Kolegium Europejskim w Brugii, doktoryzował się z nauk wojskowych w 2005 w King’s College London. Pracował jako analityk w szwedzkim instytucie badawczym FOI zajmującym się kwestiami obronności. Zaangażował się w działalność polityczną w ramach Umiarkowanej Partii Koalicyjnej. W 2006 został radnym gminy Arvika. Był zatrudniony w Parlamencie Europejskim, a także jako specjalista w resorcie obrony i strukturze partyjnej. W latach 2013–2016 zajmował stanowiska sekretarza generalnego Szwedzkiego Komitetu Atlantyckiego oraz dyrektora do spraw komunikacji w SOFF, organizacji zrzeszającej przedsiębiorstwa z sektora bezpieczeństwa i obronności.
W 2014 kandydował do Riksdagu, w 2016 krótko pełnił funkcję zastępcy poselskiego. W tym samym roku objął wakujący po śmierci Pii Hallström mandat deputowanego. Był następnie wybierany na kolejne kadencje parlamentu w 2018 i 2022.
W październiku 2022 objął urząd ministra obrony w utworzonym wówczas rządzie Ulfa Kristerssona.